# Every Man for Himself
Every Man for Himself é o terceiro álbum de estúdio da banda americana Hoobastank, lançado dia 16 de maio de 2006 pela gravadora Island Records. 
O primeiro single do álbum foi "If I Were You". Uma edição limitada de Every Man for Himself foi lançado com uma capa de cor verde (em oposição ao álbum original que é de cor vermelha); a edição verde limitada não continha qualquer faixa bônus e não foi diferente da edição vermelha. 
O segundo single foi "Inside of You" e o terceiro "Born to Lead" respectivamente. O álbum vazou na internet em 2 de maio de 2006, duas semanas antes da data de seu lançamento oficial.

## Faixas
| N.º | Título               | Duração |  |
| 1.  | "The Rules"          | 0:52    |  |
| 2.  | "Born to Lead"       | 3:49    |  |
| 3.  | "Moving Forward"     | 4:27    |  |
| 4.  | "Inside of You"      | 3:08    |  |
| 5.  | "The First of Me"    | 5:24    |  |
| 6.  | "Good Enough"        | 3:21    |  |
| 7.  | "If I Were You"      | 4:18    |  |
| 8.  | "Without a Fight"    | 3:20    |  |
| 9.  | "Don't Tell Me"      | 4:12    |  |
| 10. | "Look Where We Are"  | 3:28    |  |
| 11. | "Say the Same"       | 4:01    |  |
| 12. | "If Only"            | 3:28    |  |
| 13. | "More Than a Memory" | 7:15    |  |

| Faixas bônus |                 |         |  |
| N.º          | Título          | Duração |  |
| 14.          | "Finally Awake" | 4:02    |  |
| 15.          | "Waiting"       | 3:05    |  |

| iTunes pre-order exclusive |                  |         |  |
| N.º                        | Título           | Duração |  |
| 1.                         | "Face the Music" | 3:55    |  |

## Desempenho no gráfico
| Posição | 12     | 44     | 65      | 83      | 101     | 116     | 129     | 139     | 151     | 166     | 188     | Fora |
| Vendas  | 72.447 | 25.489 | 15.270  | 12.477  | 10.832  | 8.291   | 7.501   | 6.305   | 5.651   | 5.191   | 4.510   | Fora |
| Total   | 72.447 | 97.936 | 113.206 | 125.683 | 136.515 | 144.806 | 152.307 | 158.612 | 164.263 | 169.454 | 173.964 | Fora |